# Triodia wiseana
Triodia wiseana är en gräsart som beskrevs av Charles Austin Gardner. Triodia wiseana ingår i släktet Triodia och familjen gräs. Inga underarter finns listade i Catalogue of Life.